# Арцеулов, Николай Алексеевич
Никола́й Алексе́евич Арцеу́лов (1816—1863) — русский инженер-кораблестроитель XIX века, проектировщик и строитель парусно-винтовых и первых броненосных кораблей Российского императорского флота, старший судостроитель Петербургского порта, подполковник Корпуса корабельных инженеров, основатель династии кораблестроителей и морских офицеров.

## Биография
Арцеулов Николай Алексеевич родился 18 апреля 1816 года.
28 апреля 1830 года поступил учеником в Кондукторские роты Учебного морского рабочего экипажа. 13 мая 1836 года, по окончании обучения, был произведён в прапорщики Корпуса корабельных инженеров. Находился при постройке первого в России морского колёсного военного пароходофрегата «Богатырь» и последующих пароходофрегатов «Поспешный» и «Быстрый», которые строил в Главном адмиралтействе кораблестроитель Гринвальд. В 1837—1841 годах участвовал в исправлении судов и тимберовке (капитальном ремонте) корабля «Кульм» в Кронштадте, за что в 1841 году был пожалован единовременно годовым окладом жалования.
11 апреля 1843 года был произведён в подпоручики. В 1847 году был пожалован бриллиантовым перстнем от Его Высочества великого князя Константина Николаевича за выполненный чертёж семи военных пароходов Балтийского флота. С 1847 по 1853 год находился при тимберовке кораблей «Березина», «Святой Георгий Победоносец», «Император Пётр I», «Бриен», «Владимир», «Лефорт», фрегата «Аврора» и брига «Паланур». В 1851 году готовил к заграничному плаванию фрегат «Паллада» из Кронштадта через Атлантический, Индийский, Тихий океаны к берегам Японии. 11 апреля 1848 года произведён в поручики, а 19 апреля 1853 года — за отличие в штабс-капитаны.
В 1853—1855 годах находился при тимберовке и перестройке парусных линейных кораблей «Выборг» и «Гангут» в парусно-винтовые. 1 февраля 1855 года был прикомандирован к Пароходному комитету Морского министерства и направлен на Дон в Качалинскую станицу «к изысканию средств» построения канонерских лодок для Азовского моря.
26 августа 1856 года был произведён за отличие в капитаны, 30 октября назначен совещательным членом Кораблестроительного технического комитета. В 1858—1861 годах наблюдал за постройкою на частных верфях Финляндии клиперов «Абрек» и «Всадник», корветов «Варяг» и «Витязь», яхты «Забава» и канонерских лодок «Горностай» и «Соболь». 11 апреля 1860 года назначен старшим судостроителем Петербургского порта и 22 августа (3 сентября) 1860 года «за труды при постройке судов в Финляндии» награждён орденом Святого Станислава 2-й степени. В этом же году журнал «Морской сборник» опубликовал его статью «О кораблестроительных работах в Финляндии».
В 1862 году вместе с капитаном 1 ранга С. С. Лесовским, был командирован в Северную Америку для изучения военного броненосного судостроения, в частности мониторов Эриксона, первых в истории военно-морского флота броненосцев, появившихся во время гражданской войны между Севером и Югом в США.
16 марта 1863 года возвратился в Россию и приступил к проектированию и постройке однобашенных броненосных лодок (мониторы) типа «Ураган» и «Тифон». 17 апреля 1863 года ему присвоен чин подполковника Корпуса корабельных инженеров. Достроить мониторы лично Арцеулову не удалось. 28 ноября 1863 года Николай Алексеевич Арцеулов, на 47 году жизни, скоропостижно скончался от разрыва сердца на стапеле строящегося корабля. Похоронен на Митрофаниевском кладбище Санкт-Петербурга. В 1864—1865 годах судостроители Н. Г. Коршиков, X. В. Прохоров и другие, после смерти Арцеулова, всего лишь за один год достроили спроектированные им десять броненосных мониторов «Ураган», «Тифон», «Стрелец», «Единорог», «Броненосец», «Латник», «Колдун», «Перун», «Вещун», «Лава» и «Единорог».
На всеподданнейшем докладе по поводу начисления усиленной пенсии семейству Арцеулова, управляющей Морским министерством, оценил полезную деятельность кораблестроителя следующими словами «памяти сего достойного судостроителя Морское ведомство обязано настоящим состоянием броненосного судостроения в России, и в особенности возможностью вести успешно постройку башенных лодок (мониторов)».

## Семья
Николай Алексеевич Арцеулов был женат на Капитолине Андреевне (1824—1903). В их семье было два сына и дочь.
Старший сын Константин Арцеулов (1847—1919) продолжил дело отца и стал кораблестроителем броненосного флота, спроектировал и построил броненосцы «Чесма», «Синоп», «Георгий Победоносец», пассажирский пароход «Пушкин», был женат на Жанне Ивановне Айвазовской (1858—1922), дочери выдающегося художника-мариниста И. К. Айвазовского. В браке они имели двух сыновей. Старший сын Николай (1889—1956) также стал кораблестроителем, участвовал в постройке первых русских дредноутов «Севастополь» и «Полтава», художник-маринист. В 1920-х годах эмигрировал в Америку. Умер в Нью-Йорке. Младший сын Константин Арцеулов (1891—1980) — с ранних лет жил в доме у своего деда художника Айвазовского, так как родители жили отдельно, стал лётчиком, впервые в истории русской авиации совершил фигуру высшего пилотажа штопор, после окончания службы работал художником-иллюстратором.
Младший сын Николая Алексеевича — Алексей (1854—1910) также был военным моряком. В 1893—1899 годах служил старшим офицером и затем командиром канонерской лодки «Грозящий», в 1905 году вышел в отставку в чине контр-адмирала.
Дочь Николая Алексеевича — Любовь (1845—1907) стала женой русского писателя-мариниста К. М. Станюковича, в браке имела четырёх дочерей Наталью (1868-1903), Любовь (1871-1884), Зинаиду (1872-1932), Марию (1875-1942), и сына Константина (1882-1898).